# Karl Franz Lubert Haas
Karl Franz Lubert Haas (Cassel, 12 augustus 1722 - Marburg, 29 oktober 1789) was een Duits historicus, theoloog, filosoof en kerkhisoricus.

## Biografie
Haas' vader, die als leersecretaris in Cassel heeft gewerkt, stierf toen Haas 14 jaar oud was. Haas volgde privaatonderwijs in zijn geboorteplaats. In 1739 volgde hij de Universiteit van Rinteln; in het jaar daarop was hij student aan de Philipps Universiteit, waar hij zeven jaar lang geschiedenis studeerde en daarna theologie. Op Pasen 1748 begon Karl Franz Haas met hoorcolleges over geschiedenis in Marburg. In maart 1754 verkreeg hij de titel van buitengewoon hoogleraar in de filosofie; in mei 1755 die van gewoon hoogleraar in Marburg. In 1758 werd Haas hoogleraar in de Kerkgeschiedenis. De leiding van de Universiteitsbibliotheek Marburg werd hem overdragen in 1778.

## Publicaties (selectie)
- Lebensbeschreibung des berühmten Heinrich Horchens aus Hessen, ehemaligen öffentlichen Lehrers der Gottesgelahrtheit zu Herborn (Cassel, 1769)
- Anmerkungen über die hessische Geschichte von Landgraf Henrich I. bis auf das Jahr 1434 (Frankfort aan de Main, 1771)
- Versuch einer hessischen Kirchengeschichte der alten und mittleren Zeiten (Marburg, Frankfort en Leipzig, 1782)
- Vermischte Beiträge zur Geschichte und Litteratur (Marburg, 1784)